# 33814 Viswesh
33814 Viswesh este o planetă minoră (asteroid), cu un diametru de 2,418 km, din centura de asteroizi. A fost descoperită pe 3 ianuarie 2000 la Experimental Test Site⁠(d) de Lincoln Near-Earth Asteroid Research. 
Obiectul prezintă o orbită caracterizată de o semiaxă mare de 2,5786479 UAi, o excentricitate de 0,16, o înclinație de 3,28742 ° în raport cu ecliptica.